# Reaching Horizons
Reaching Horizons es un demo EP de la banda brasileña de power metal Angra.
Fue lanzado originalmente en 1992 en casete, y relanzado en CD en 1996 por la propia banda.
La edición en casete incluía 6 canciones, mientras que el CD tenía 9.

## Lista de canciones (1992)
Lado A
1. "Evil Warning" – 06:24
2. "Time" – 05:40
3. "Reaching Horizons" – 05:35

Lado B
1. "Carry On" – 06:35
2. "Queen of the Night" – 04:56
3. "Angels Cry" – 07:16

## Versión CD 1996
1. "Carry On" – 06:35
2. "Queen of the Night" – 04:56
3. "Angels Cry" – 07:16
4. "Time" – 05:40
5. "Evil Warning" – 06:24
6. "Reaching Horizons" – 05:35
7. "Carry On (demo version)" [Bonus Track] – 06:37
8. "Don't Despair" [Bonus Track] – 05:11
9. "Wuthering Heights" [Bonus Track] – 05:10

## Formación
- André Matos — Vocalista
- Kiko Loureiro — Guitarra Líder
- Rafael Bittencourt — Guitarra Rítmica
- Luís Mariutti — Bajo
- Marco Antunes — Batería